# Fada N'gourma
Fada N'gourma este un oraș din provincia Gourma, Burkina Faso.